# Гросман Юлій Семенович
Юлій Семенович Гросман (12.10.1910, Одеса – 1972, Перм, РФ) - фармаколог, доктор медичних наук (1952), професор.

## Життєпис
Народився в м. Одеса у родині лікарів. Середню освіту здобув у хімічній професійно-технічній школі. У 1926–1928 рр. працював хіміком-лаборантом. Упродовж 1928–1932 рр. навчався в Одеському державному медичному інституті. У 1932–1935 рр. Ю. С. Гросман – аспірант і одночасно асистент кафедри фармакології того самого навчального закладу. Під керівництвом професора С. В. Циганова у 1936 р. захистив кандидатську дисертацію на тему: «Експериментальні матеріали до питання про лізати». У 1937 р. доцент Ю. С. Гросман перейшов на роботу до Вінницького державного медичного інституту, де організував та очолив кафедру фармакології. Під його керівництвом створювалась та розширювалась її матеріально-технічна база, удосконалювався навчальний процес. Наукова діяльність співробітників кафедри в цей час була пов’язана з дослідженням впливу теофіліну на кровоносні судини. В цей період на кафедрі ВДМІ працювали асистенти Ф. П. Ольгіна, Ф. С. Литвак та М. І. Газе. У 1941 р. в зв’язку з початком війни Ю. С. Гросман евакуювався до Узбекистану, де читав курс токсикології в Ташкентському медичному інституті. В грудні 1942 р. був мобілізований Ташкентським міським військовим комісаріатом до лав Червоної армії. Проходив службу на посаді начальника лікувально-евакуаційного відділення санітарного відділу армії і армійського токсиколога 69-ї Армії 1-го Білоруського фронту. Підготував низку оборонних праць з питань військової токсикології бойових отруйних речовин. Був демобілізований у 1945 р. у званні підполковника медичної служби. За участь у Другій світовій війні Ю. С. Гросман був нагороджений орденом Червоної зірки (1944) та Вітчизняной війни ІІ ступеня (1945), медалями «За перемогу над Німеччиною у Великій Вітчизняній війні 1941–1945 рр.» (1945), «За звільнення Варшави», «За взяття Берліна». Після демобілізації у жовтні 1945 р. Ю. С. Гросман повернувся до Одеського державного медичного інституту, де отримав посаду доцента кафедри фармакології. Весною 1946 р. організував в Івано-Франківському державному медичному інституті кафедру фармакології і читав там лекційний курс . У 1952 р. Ю. С. Гросман захистив докторську дисертацію на тему: «Експериментальні матеріали до патогенезу і вітамінотерапії опікового шоку» і отримав вчене звання професора. Упродовж 1954–1972 рр. Ю. С. Гросман перебував на посаді завідувача кафедри фармакології Пермського державного медичного інституту (РФ), а з 1959 р. до 1965 р. за сумісництвом очолював курс фармакології у Пермському державному фармацевтичному інституті . Пішов із життя Ю. С. Гросман у 1972 р. в м. Перм (РФ) після важкої та тривалої хвороби.

## Наукова діяльність
Під керівництвом Ю. С. Гросмана успішно розроблялися різні питання розвитку фармакології і експериментально-терапевтичного застосування вітамінів, протизапальних засобів, а також проводилися пошуки нових біологічно активних сполук . Працюючи у Вінницькому державному медичному інституті, вчений сформував колектив кваліфікованих фармакологів, педагогів і науковців, в значній мірі удосконалив педагогічний процес, зробив величезний внесок у наукову роботу не лише кафедри, але й всього інституту. У 1940 р. Ю. С. Гросман у співавторстві з М. І. Газе видав короткий рецептурний довідник для лікарів, в якому були зібрані найпростіші, найбільш уживані рецептурні формули. Крім рецептурних формул, автори включили в це видання таблицю вищих разових та добових доз отруйних та сильнодіючих речовин, таблицю отрут, протиотрут і лікарських засобів при отруєннях, а також деякі несумісні лікарські суміші.
Під керівництвом Ю. С. Гросмана було розпочато вивчення протизапальних властивостей низки вітамінів і синтезованих сполук та їх вплив на фагоцитоз. Показана можливість застосування вітамінів для регуляції запального процесу і стимуляції фагоцитозу, з’ясовано їх вплив на медіатори запалення та ін. За його участю на основі нікотинової кислоти і піразолону було синтезовано новий протизапальний препарат – нікофезон. Скринінг великого ряду С-заміщенних похідних фенілбутазону дозволив вченому знайти декілька перспективних активних і малотоксичних сполук. В низці своїх праць Ю. С. Гросман показав можливість застосування антифлогістиків для регуляції проникності гісто-гематичних бар’єрів .
Б. С. Гросман встановив важливі в патогенетичному відношенні факти порушення процесів фосфорилювання і всмоктування вуглеводів при шокових станах, пов’язаних із дисфункцією кори наднирників, а також довів високу ефективність застосування значних доз вітаміну С та комплексу вітамінів групи В при цій патології . Вчений вважав аскорбінову кислоту при опіковому шоці одним із видів патогенетичної терапії.
В майбутньому він очолив експериментальне вивчення можливості застосування вітамінів для терапії гіпоксій переважно центрального, легеневого і тканинного типу, а також токсичних уражень печінки . У серії праць Ю. С. Гросман висвітив високу протизапальну активність нікотинату натрію. Згодом протизапальні властивості цього препарату були клінічно підтверджені і використовувалися в очній практиці при лікуванні кератитів. Науковець довів здатність препаратів нікотинової кислоти стимулювати імунологічні та репаративні процеси в організмі. На основі досліджень він також встановив закономірності найбільш ефективної комбінації вітамінів і гідрокортизону при лікуванні запальних процесів. Ю. С. Гросман опублікував понад 70 наукових праць, значна частина яких була оприлюднена на міжнародних і всесоюзних форумах фармакологів і фізіологів . Науковець приділяв значну увагу підготовці кваліфікованих спеціалістів-фармакологів, під його керівництвом були захищені 4 докторські і 17 кандидатських дисертацій. Його учні очолювали кафедри і лабораторії інших навчальних закладів і науково-дослідних інститутів. Велику увагу приділяв навчально-методичній роботі. Ю. С. Гросман обирався членом правління Всесоюзного товариства фармакологів, членом редакційної ради журналу «Фармакология и токсикология» . За плідну наукову та громадську діяльність був нагороджений низкою премій та відзнак, зокрема, знаком «Відмінник охорони здоров’я» та «Знак Пошани» .

## Праці Ю. С. Гросмана
1.    Гросман Ю. С. При зміни дихання при подразненні верхніх і нижніх дихальних шляхів / Ю. С. Гросман // Експериментальна медицина. – 1937. –  № 3. – С. 55–65.
2.    Гросман Ю. С. Перший російський наркотизатор (про М. І. Пирогова) / Ю. С. Гросман // Більшовицька правда. – 1940. – 26 листоп. (№ 274). – С. 4.
3.    Гросман Ю. С. О механизме действия аскорбиновой кислоты при ожоговом шоке / Ю. С. Гросман // Фармакология и токсикология. – 1948. – № 5. –– С. 22–27.
4.    Гросман Ю. С. К характеристике действия некоторых витаминов комплекса В при ожоговом шоке // Фармакология и токсикология. – 1950. – № 1. – С. 18–21.
5.    Гросман Ю. С. К характеристике действия аскорбиновой кислоты при ожоговом шоке / Ю. С. Гросман // Фармакология и токсикология. – 1950. – № 2. – С. 55–57.
6.    Гросман Ю. С. Влияние некоторых водорастворимых витаминов на развитие асептического воспаления / Ю. С. Гросман, Е. М. Чукичев // Патологическая физиология и экспериментальная терапия. – 1966. – № 1. – С. 65–68.
7.    Гросман Ю. С. Выделение серотонина кишечником под влиянием гипертонических растворов / Ю. С. Гросман, Л. В. Повар // Бюлетень экспериментальной биологии и медицины. – 1968. – № 11. – С. 34ؘ–37.
8.    Гросман Ю. С. Витамины и воспаление / Ю. С. Гросман // Труды Пермского медицинского института. – 1968. – Т. 84. – С. 202–213.
9.    Гросман Ю. С. Влияние витаминов С и комплекса В на действия ядов дыхательного фосфолирования (альфа-динитрофазола) / Ю. С. Гросман, З. А. Назарова // Сборник научных трудов Пермского медицинского института. – 1969. – Вып. 29. – С. 215–221.
10. Гросман Ю. С. Об активации фагоцитоза в посленаркозном периоде водорастворимыми витаминами / Ю. С. Гросман, Е. М. Чукичев // Экспериментальная хирургия и анестезиология. – 1969. – № 2. – С. 78–79.
11. Моторно-висцеральные рефлексы в физиологии и клинике / ред. Ю. С. Гросман [и др.]. – Пермь : [б. в.], 1960. – 285 с.